# 巴格拉特三世
巴格拉特三世，约960年—1014年5月7日）是中世紀格魯吉亞的一位君主，巴格拉季昂王朝的早期成員。巴格拉特三世原本為阿布哈茲王國國王，1008年他統一了喬治亞，成為格魯吉亞王國第一位國王。著名的正教會教堂巴格拉特主教座堂於巴格拉特三世在位期間建造。巴格拉特三世於1014年去世，他的兒子喬治一世繼位。

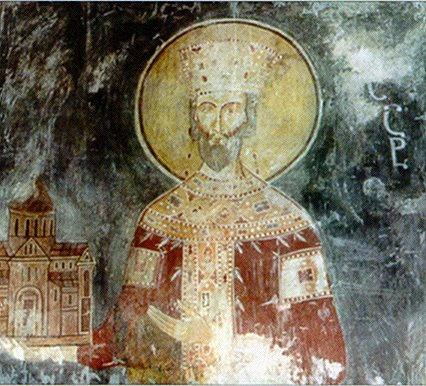
巴格拉特三世